# Title Transfer Facility

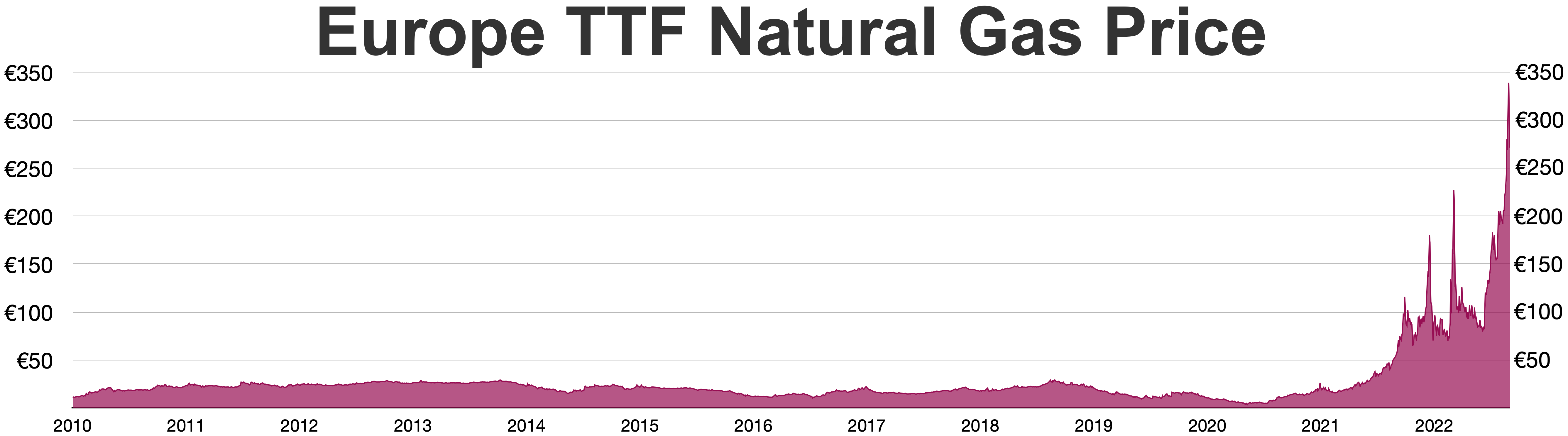

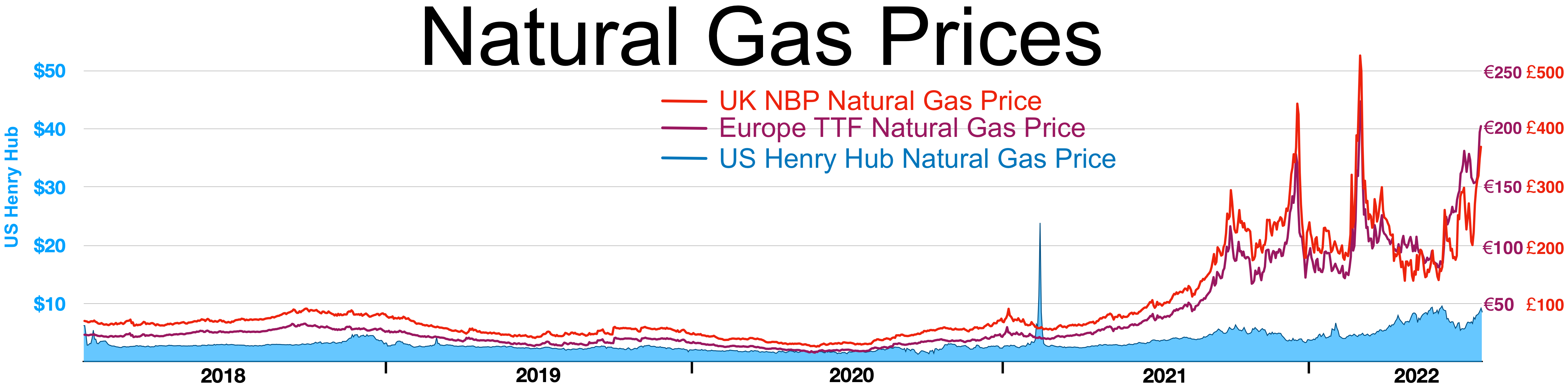
Prezzi del gas naturale in Europa e Stati Uniti

Il Title Transfer Facility, più comunemente noto come TTF, è un punto di scambio virtuale per il gas naturale nei Paesi Bassi. Questo punto di scambio offre la possibilità a un numero di trader nei Paesi Bassi di scambiare gas naturale fisico con contratti futures.
Istituito da Gasunie nel 2003, è simile al National Balancing Point (NBP) nel Regno Unito consente il commercio di gas all'interno della rete olandese. Il TTF è gestito da una filiale indipendente di Gasunie, Gasunie Transport Services BV, che è l'azienda pubblica che si occupa del trasporto del gas naturale nei Paesi Bassi. 
Il commercio all'ingrosso di gas presso il TTF è condotto prevalentemente over-the-counter tramite broker interdealer. Anche i contratti fisici a breve termine sul gas e i contratti future sul gas sono negoziati e gestiti dalla borsa ICE-Endex (Amsterdam) e tramite la borsa PEGAS. Il gas al TTF viene scambiato in euro per megawattora .
Nei due decenni trascorsi dal suo inizio, gli scambi al TTF sono cresciuti in modo esponenziale e hanno superato di quattordici volte i volumi nazionali nei Paesi Bassi. Questo aumento, aiutato dall'aumento del gas naturale liquefatto (GNL), ha portato il TTF a superare il National Balancing Point (NBP) del Regno Unito come il più grande punto di riferimento del gas in Europa.